# Люзерн (Айова)
Люзерн (англ. Luzerne) — місто (англ. city) в США, в окрузі Бентон штату Айова. Населення — 112 особи (2020).

## Географія
Люзерн розташований за координатами 41°54′21″ пн. ш. 92°10′49″ зх. д. / 41.90583° пн. ш. 92.18028° зх. д. (41.905702, -92.180257).  За даними Бюро перепису населення США в 2010 році місто мало площу 0,31 км², уся площа — суходіл.

## Демографія
Згідно з переписом 2010 року, у місті мешкало 96 осіб у 34 домогосподарствах у складі 26 родин. Густота населення становила 305 осіб/км².  Було 38 помешкань (121/км²).
Расовий склад населення:
| - 91,7 % — білих - 2,1 % — чорних або афроамериканців - 4,2 % — осіб інших рас |

До двох чи більше рас належало 2,1 %. Частка іспаномовних становила 5,2 % від усіх жителів.
За віковим діапазоном населення розподілялося таким чином: 32,3 % — особи молодші 18 років, 59,4 % — особи у віці 18—64 років, 8,3 % — особи у віці 65 років та старші. Медіана віку мешканця становила 28,5 року. На 100 осіб жіночої статі у місті припадало 113,3 чоловіків;  на 100 жінок у віці від 18 років та старших — 97,0 чоловіків також старших 18 років.
Середній дохід на одне домашнє господарство  становив 62 634 долари США (медіана — 57 500), а середній дохід на одну сім'ю — 68 573 долари (медіана — 60 000). За межею бідності перебувало 2,0 % осіб, у тому числі 0,0 % дітей у віці до 18 років та 0,0 % осіб у віці 65 років та старших.
Цивільне працевлаштоване населення становило 46 осіб. Основні галузі зайнятості: виробництво — 41,3 %, оптова торгівля — 15,2 %, освіта, охорона здоров'я та соціальна допомога — 15,2 %.